# گمینا اوشک (استان لهستان کوچک‌تر)
گمینا اوشک (استان لهستان کوچک‌تر) (به لهستانی:  Gmina Osiek) یک گمینا در لهستان است که در شهرستان اوشوینچیم واقع شده‌است. گمینا اوشک ۴۱٫۱۸ کیلومتر مربع مساحت و ۷٬۸۵۷ نفر جمعیت دارد.